# 601 Wschodni Batalion Berezyna
601 Wschodni Batalion "Berezyna" (niem. Ost-Kampf-Bataillon 601 "Berezina", ros. 601-й восточный батальон "Березина") – kolaboracyjny oddział wojskowy złożony z Rosjan podczas II wojny światowej.

## Historia
Batalion został sformowany na przełomie maja/czerwca 1942 r. w Bobrujsku na okupowanej Białorusi na bazie antypartyzanckiej kompanii "Homel". Składał się z czterech kompanii. Na jego czele stanął b. major Armii Czerwonej Snisariewski. Wystąpił on z pomysłem stworzenia rosyjskiej armii narodowej i rosyjskiej administracji, ale władze niemieckie odrzuciły go. We wrześniu tego roku batalion podporządkowano niemieckiej 203 Dywizji Bezpieczeństwa w celu zwalczania partyzantki. 18 września w 2 kompanii wybuchł bunt, zabito kilku Niemców, po czym 67 rosyjskich żołnierzy z 3 karabinami maszynowymi i 2 moździerzami przeszło na stronę partyzantów. W październiku batalion przeszedł pod zwierzchnictwo 286 Dywizji Bezpieczeństwa. W poł. marca 1943 r. wespół z 602 Batalionem Wschodnim "Dniepr" zniszczył w rejonie wsi Ihnatowka w okręgu mohylewskim partyzancką brygadę "Za Rodzinu!" komdiwa A. K. Flegontowa, który zginął w walce. Na pocz. listopada tego roku batalion został przemianowany na Ost-Pionier-Brücken-Bataillon 601 i przetransportowany do okupowanej Francji. Stacjonował na północny zachód od Awinionu. Podlegał 19 Armii. Zwalczał francuską partyzantkę. 29 stycznia 1945 r. przyporządkowano go 106 Brygadzie Pancernej pod dowództwem ppłk. Heinricha Drewesa. W marcu tego roku przeniesiono go do obozu w Münsingen, gdzie włączono w skład 1 Dywizji Piechoty Sił Zbrojnych Komitetu Wyzwolenia Narodów Rosji.